# Galileo Ferraris (sous-marin, 1913)
Pour les articles homonymes, voir Galileo Ferraris (homonymie) et Galileo Ferraris (sous-marin).
Le Galileo Ferraris est un sous-marin de la classe Pullino, en service dans la Regia Marina lancé au début des années 1910 et ayant servi pendant la Première Guerre mondiale.
Il est nommé en l'honneur de Galileo Ferraris (1847-1897) est un ingénieur et un scientifique italien. Il a travaillé sur les champs magnétiques tournants dans les machines électriques alimentées en courant alternatif

## Caractéristiques
La classe Pullino déplaçait 355 tonnes en surface et 405 tonnes en immersion. Les sous-marins mesuraient 42,3 mètres de long, avaient une largeur de 4,17 mètres et un tirant d'eau de 3,69 mètres. Ils avaient une profondeur de plongée opérationnelle de 50 mètres. Leur équipage comptait 2 officiers et 17 sous-officiers et marins.
Pour la navigation de surface, les sous-marins étaient propulsés par deux moteurs diesel FIAT de 730 chevaux-vapeur (cv) (537 kW) chacun  entraînant deux arbres d'hélices. En immersion, chaque hélice était entraînée par un moteur électrique  Savigliano de 260 chevaux-vapeur (191 kW). Ils pouvaient atteindre 14 nœuds (25,9 km/h) en surface et 10 nœuds (18,5 km/h) sous l'eau. En surface, la classe Pullino avait une autonomie de 2 700 milles nautiques (5 000 km) à 8 nœuds (14,8 km/h); en immersion, elle avait une autonomie de 170 milles nautiques (314 km) à 2,5 nœuds (4,6 km/h).
Les sous-marins étaient armés de 4 tubes lance-torpilles de 45 centimètres (2 à l'avant et 2 à l'arrière) et de 2 tubes lance-torpilles encastrés sur le pont arrière de 450 mm, pour lesquels ils transportaient un total de 8 torpilles.

## Construction et mise en service
Le Galileo Ferraris est construit par le chantier naval de l'Arsenal militaire maritime de La Spezia à La Spezia en Italie, et mis sur cale le 2 juin 1912. Il est lancé le 9 novembre 1913 et est achevé et mis en service le 5 décembre 1914. Il est commissionné le même jour dans la Regia Marina.

## Historique
Après l'entrée en service, le Galileo Ferraris est engagé pendant un certain temps dans la formation des équipages à La Spezia,. Il est ensuite déployé à Tarente, dans le cadre du IIIe Escadron de sous-marins,.
Lorsque l'Italie est entrée dans la Première Guerre mondiale, il est commandé par le lieutenant de vaisseau (tenente di vascello) Giuseppe Battaglia et est basé à Brindisi,,.
De 1915 à 1916, il mène 17 missions offensives dans le sud de l'Adriatique contre les routes marchandes menant aux ports dalmates, sans aucun résultat,.
En juin 1916, le lieutenant de vaisseau Luigi Montella prend le commandement du sous-marin (il occupera ce poste jusqu'à la fin de 1917).
Les 1er et 2 novembre 1916, il est envoyé dans la zone du canal de Fažana pour soutenir une attaque du Xe Flottiglia MAS qui devait y avoir lieu.
Entre la fin de 1916 et le début de 1917, il est transféré à Venise, encadré dans le IIe Escadron de sous-marins,,.
Au début de 1917, il appartient au IIe Escadron de sous-marins, basé à Venise.
Le 10 mars de cette année-là, il ouvre le feu avec sa pièce d'artillerie de 76 mm contre un avion austro-hongrois, en tirant 6 coups
En 1917, il effectue un total de 18 missions offensives le long de la côte dalmate,.
Certaines sources indiquent qu'en 1917, le Ferraris  est modifié pour être utilisé dans le transport de raiders sous-marins, et qu'il a effectué des essais de ce type sous la direction du lieutenant Angelo Belloni.
Le 8 juillet de la même année, il s'échoue à l'embouchure du Pô di Goro, mais parvient à se désengager sans l'aide d'autres unités, et à retourner à Venise.
Le 27 novembre 1917, alors qu'il rentre à la base après une mission, il finit, en raison de mauvaises conditions météorologiques, par s'échouer à quelques kilomètres au nord de l'embouchure du Pô di Gnocca (Pô di Primaro),,.
Les opérations de désemsablement ont nécessité 50 jours de travail et l'emploi de la drague Eridano et des remorqueurs Garibaldino et Fiumicino, ainsi que, pour la défense, des torpilleurs côtiers 46 OS et 48 OS,,.
Remorqué à Porto Corsini le 16 janvier 1918, il part le 2 février, remorqué par le remorqueur Luni (qui a à bord, pour toute éventualité, quelques membres de l'équipage du Ferraris et le lieutenant de vaisseau Opipari), pour être emmené à La Spezia: les dommages sont si graves qu'ils nécessitent le transfert au chantier naval de cette ville,,. Il ne reviendra jamais en service: une fois arrivé dans la base ligure (après avoir touché les ports de Ancône, Brindisi et Messine), il est désarmé,,. En fait, en raison de la quantité de travail à effectuer (réparation de la coque et remplacement du moteur) et de l'évolution de la conception qui l'avait rendu obsolète, il n'a pas été jugé opportun de le remettre en service.
Le lieutenant de vaisseau Belloni réussit cependant à convaincre de reporter la mise à la retraite du sous-marin afin de l'employer dans des expériences comme moyen d'"approche" des raiders. En février 1919, le Ferraris  est rééquipé puis employé, sous le commandement de Belloni, dans de tels essais dans les eaux entre La Spezia et Palmaria.
Cependant, après avoir épuisé les ressources économiques disponibles, la Regia Marina radie le sous-marin le 15 décembre 1919.
En janvier 1920, cependant, le Ferraris est acheté pour 150 000 lires par Belloni lui-même (qui a entre-temps quitté la marine) et classée comme "sous-marin commercial".C'est le seul cas, du moins dans la marine italienne, de la vente d'un sous-marin à un civil. L'ex-officier avait l'intention d'utiliser le sous-marin pour la recherche et la pêche des perles en mer Rouge, et à cette fin il louait les vedettes Cerboli et Fortunale (qui deviennent des bateaux de pêche). L'équipage est composé d'anciens sous-mariniers ainsi que de pêcheurs et de marins; l'idée de Belloni est de mettre le sous-marin au fond de la mer et de laisser ensuite quelques plongeurs sous-marins sortir d'une salle spéciale du sous-marin pour chercher et ramasser les perles.
Le 4 février 1920, les trois unités quittent La Spezia et, après avoir passé le canal de Suez, entrent dans la mer Rouge et, malgré la perplexité des autorités britanniques et la navigation gênée par les récifs coralliens, atteignent Massaoua après avoir touché Suez, Port Saïd et Port Soudan. Constatant le mécontentement des pêcheurs locaux (qui craignaient d'être surclassés par le sous-marin), Belloni leur proposa d'utiliser le Ferraris uniquement pour chercher des perles, alors que leur pêche aurait été laissée aux indigènes, mais la réponse ne fut pas favorable. Même les autorités italiennes n'étaient pas disposées à accorder à Belloni des zones où pêcher.
Ayant abandonné l'idée d'utiliser le Ferraris pour la pêche aux perles, l'ancien officier décide de l'employer dans la récupération des épaves, et à cette fin il obtient le prêt du ponton GA 111 et des vedettes G 38, Serpentara et Selinunte de la Regia Marina.
Afin de couvrir les frais, Belloni tente de vendre le Ferraris, qui est cependant saisie à Port Said par la société Lazzarini de Suez à la suite de complications économiques et judiciaires; la Regia Marina, ayant constaté des irrégularités dans la vente de l'unité à Belloni, l'a repris.
Dans la première moitié de 1921, le Galileo Ferraris est partiellement démantelé.